# Évian-les-Bains

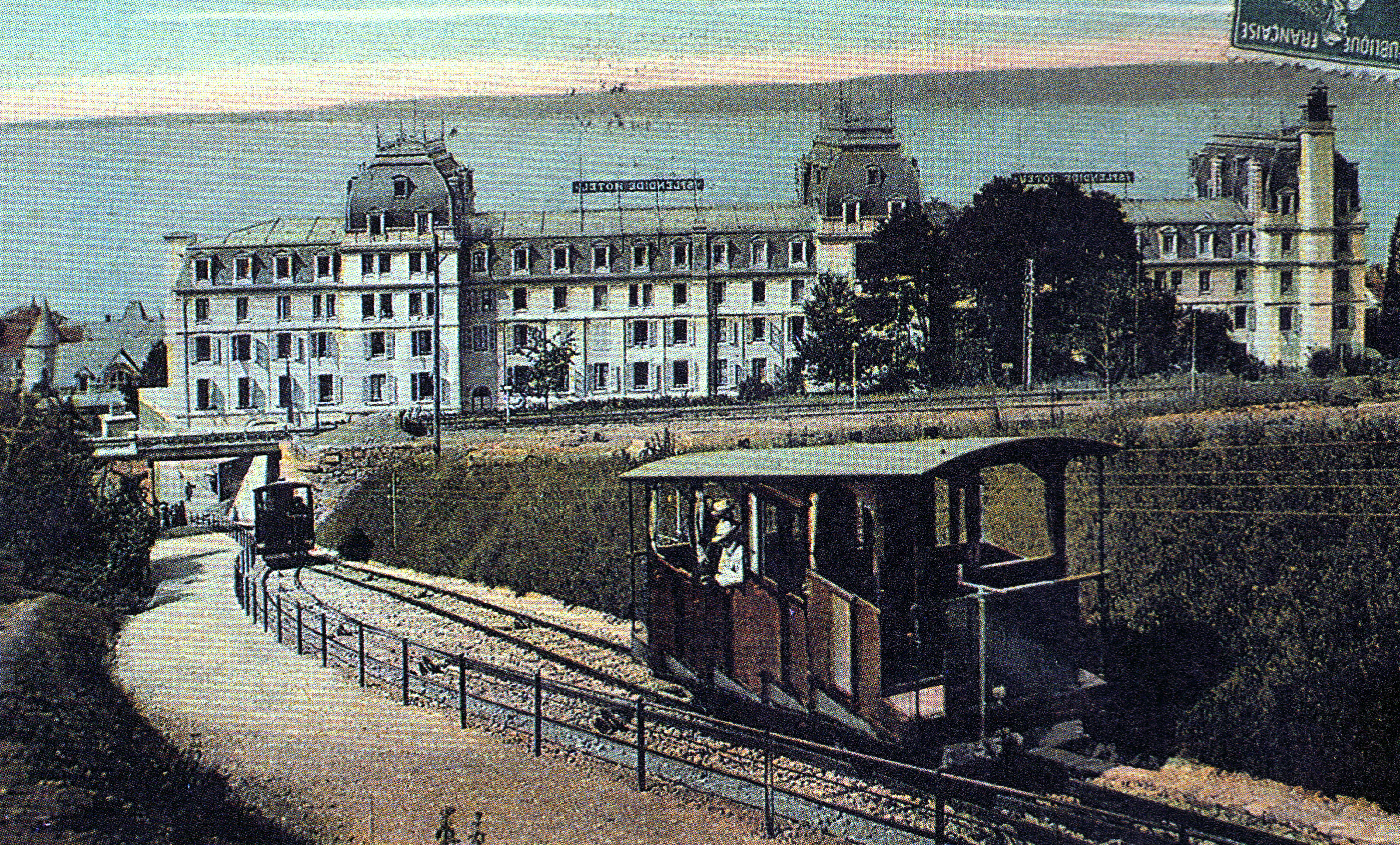
Hotel Splendide a lanovka před rokem 1910

Évian-les-Bains [évian lében], krátce Évian, je lázeňské město ve Francii, departement Horní Savojsko, region Auvergne-Rhône-Alpes. Leží na jižním břehu Ženevského jezera, asi 35 km severovýchodně od Ženevy. K 1. lednu 2012 zde žilo 8527 osob.

## Historie
Místo se připomíná roku 1150 jako Aquianum, později Aquiano, z latinského aqua, voda. Ve 13. století zde vznikl hrad a při něm město. Roku 1789 byly objeveny léčivé účinky zdejší minerální vody a 1824 vznikl první lázeňský dům. Roku 1860 připadl Évian spolu se zbytkem Savojska Francii, 1864 byla obec přejmenována na Évian-les-Bains (Lázně Évian) a od roku 1869 vznikaly lázeňské budovy, hotely a kasino. Roku 1878 získala evianská voda ocenění na světové výstavě v Paříži, což založilo slávu lázní. V letech 1907-1912 byla postavena lanová dráha o délce asi 750 m, roku 2002 po rozsáhlé opravě znovu uvedená do provozu.
Ve městě se konala řada mezinárodních konferencí, roku 1938 se zde na pozvání presidenta Roosevelta jednal o přijímání židovských uprchlíků z nacistického Německa, roku 1962 zde bylo podepsáno příměří, které ukončilo válku v Alžírsku.

## Pamětihodnosti
Nad městem stojí dva staré hrady, ve městě je gotický kostel Nanebevzetí Panny Marie a radnice a mnoho luxusních hotelů i vil. 